# 小行星15500
小行星15500（15500 Anantpatel）是一颗绕太阳运转的小行星，为主小行星带小行星。该小行星于1999年3月19日发现。

## 轨道参数
小行星15500的轨道半长轴为2.4582323 UA，离心率为0.130。